# Médiathèque Voyelles
La médiathèque Voyelles se situe dans la commune de Charleville-Mézières, elle-même située dans le département des Ardennes, en région Grand Est. Elle ouvre au public en octobre 2008 et entre dans la communauté d'agglomération Ardenne Métropole en 2014.

## Historique

### Histoire
Le bâtiment administratif de la médiathèque est à l’origine le pavillon de la comtesse de Chaligny, édifié en 1623 et situé alors place du Saint-Sépulcre. La comtesse de Chaligny, Claude de Moy (1572-1627), était bienfaitrice du monastère des sœurs sépulcrines (monastère installé par Charles de Gonzague aux débuts de Charleville, durant le XVIIe siècle). Elle est enterrée en 1627 dans la chapelle du saint-Sépulcre. Sa pierre tombale, retrouvée en 1866, est conservée au Musée de l’Ardenne.

### La nouvelle médiathèque
En 2008, la bibliothèque municipale est abandonnée au profit de la création de la médiathèque Voyelles par l’architecte Daniel Rubin. À son ouverture, la médiathèque est organisée selon le modèle du décloisonnement. Les plateaux sont thématiques, à l’inverse d’une séparation par tranche d’âge. Cependant, cette organisation est rapidement rejetée par les usagers, au profit de l’agencement actuel : la section jeunesse (étage 0), la section adulte (étage 1) et la section Image et Son (étage 2).
La médiathèque Voyelles est nommée d’après le poème éponyme de Rimbaud, représenté par une fresque du côté de la rue de l’Église. Ce poème est conservé au Musée Arthur Rimbaud.

Galerie photos de la médiathèque Voyelles
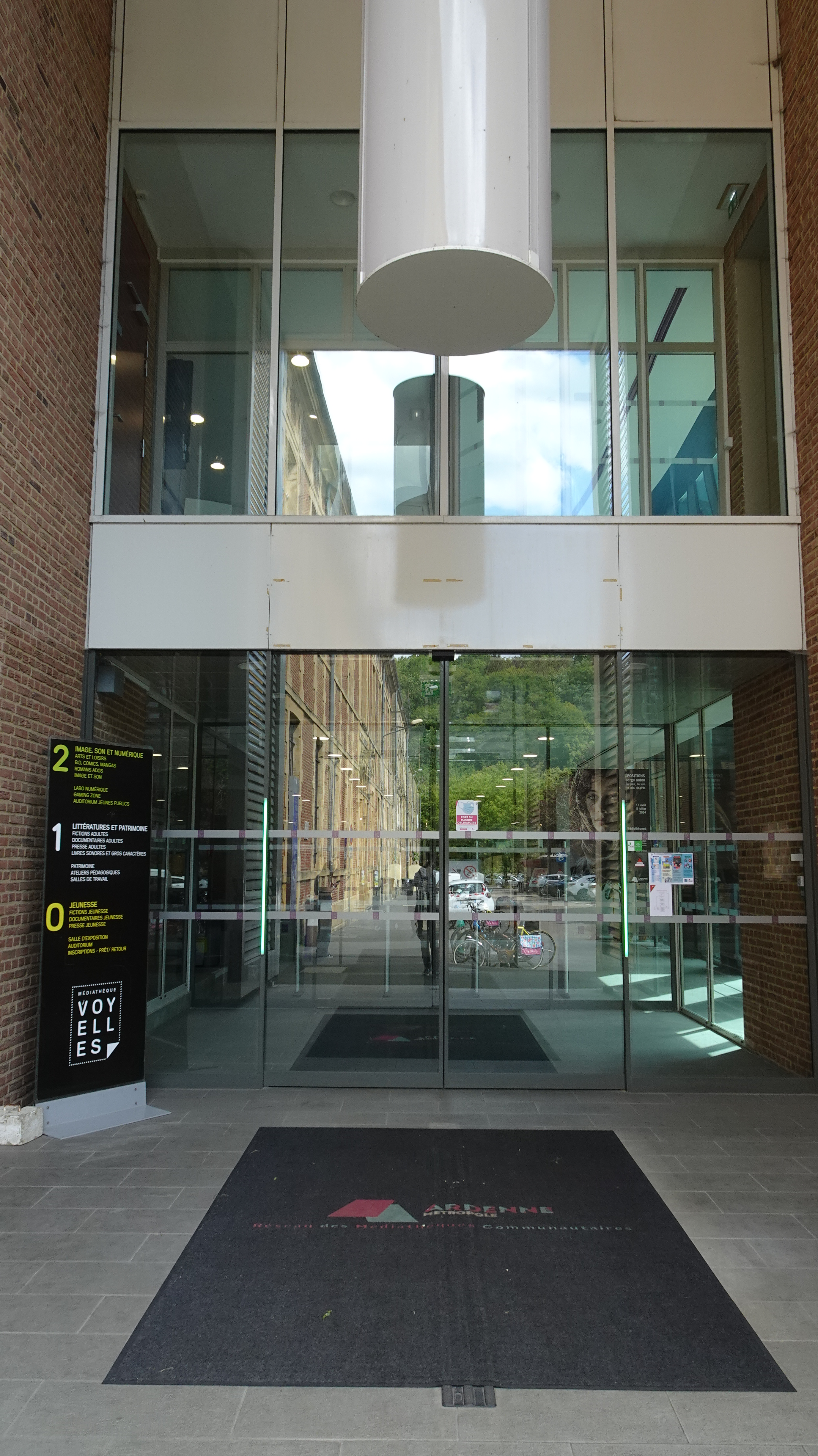
Entrée de la médiathèque Voyelles.
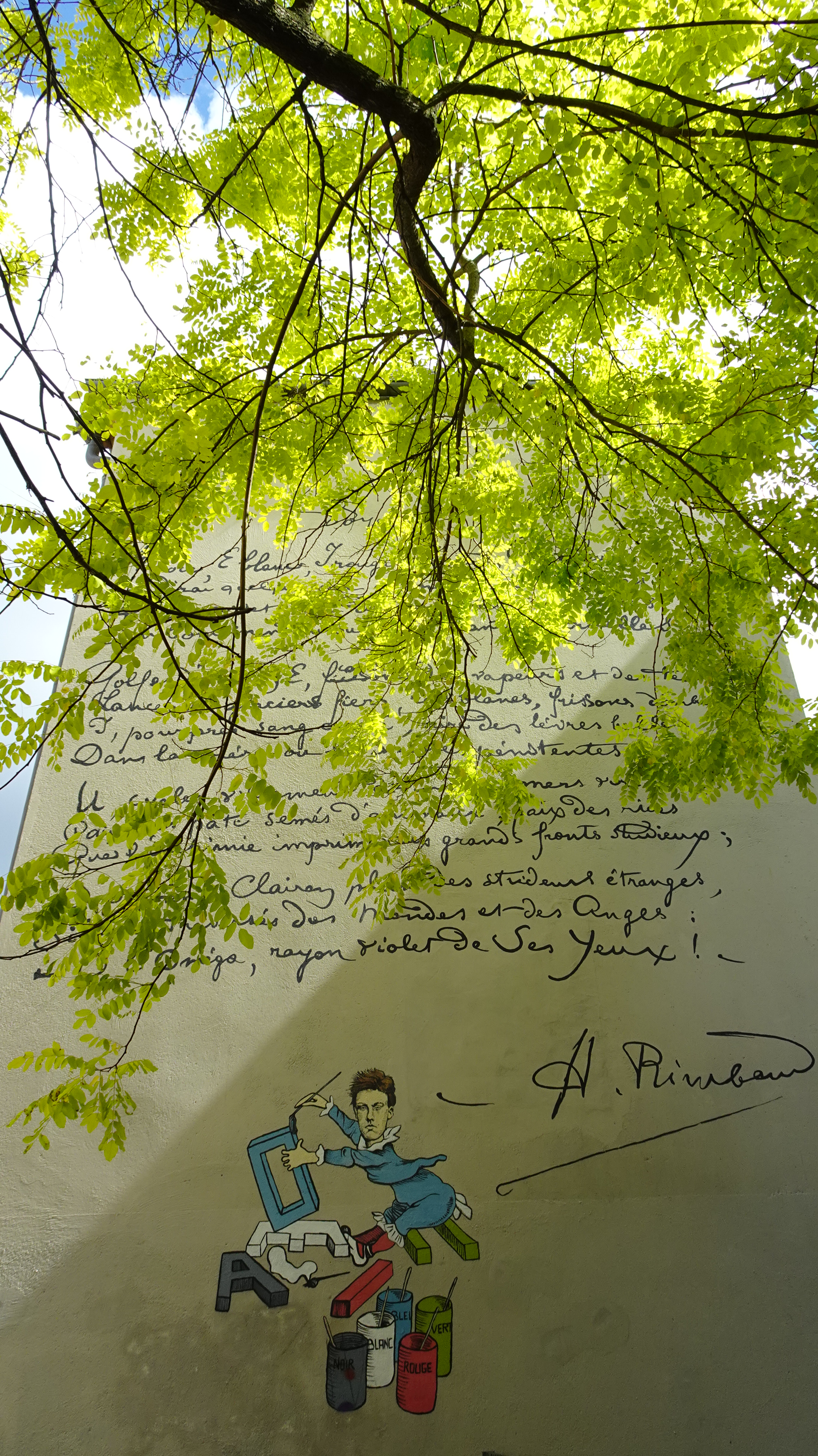
Fresque du poème Voyelles de Rimbaud.
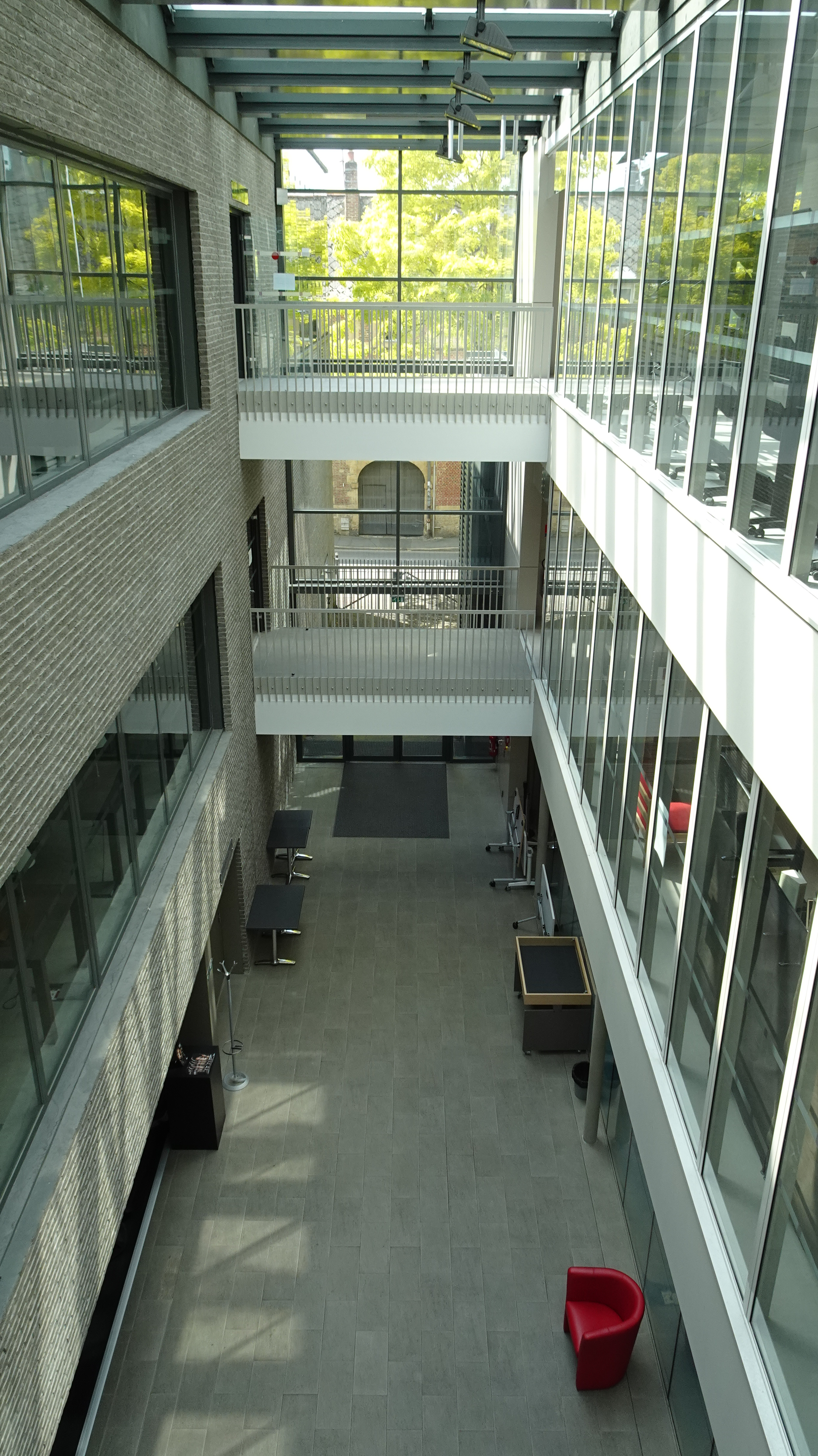
Rue intérieure, médiathèque Voyelles.
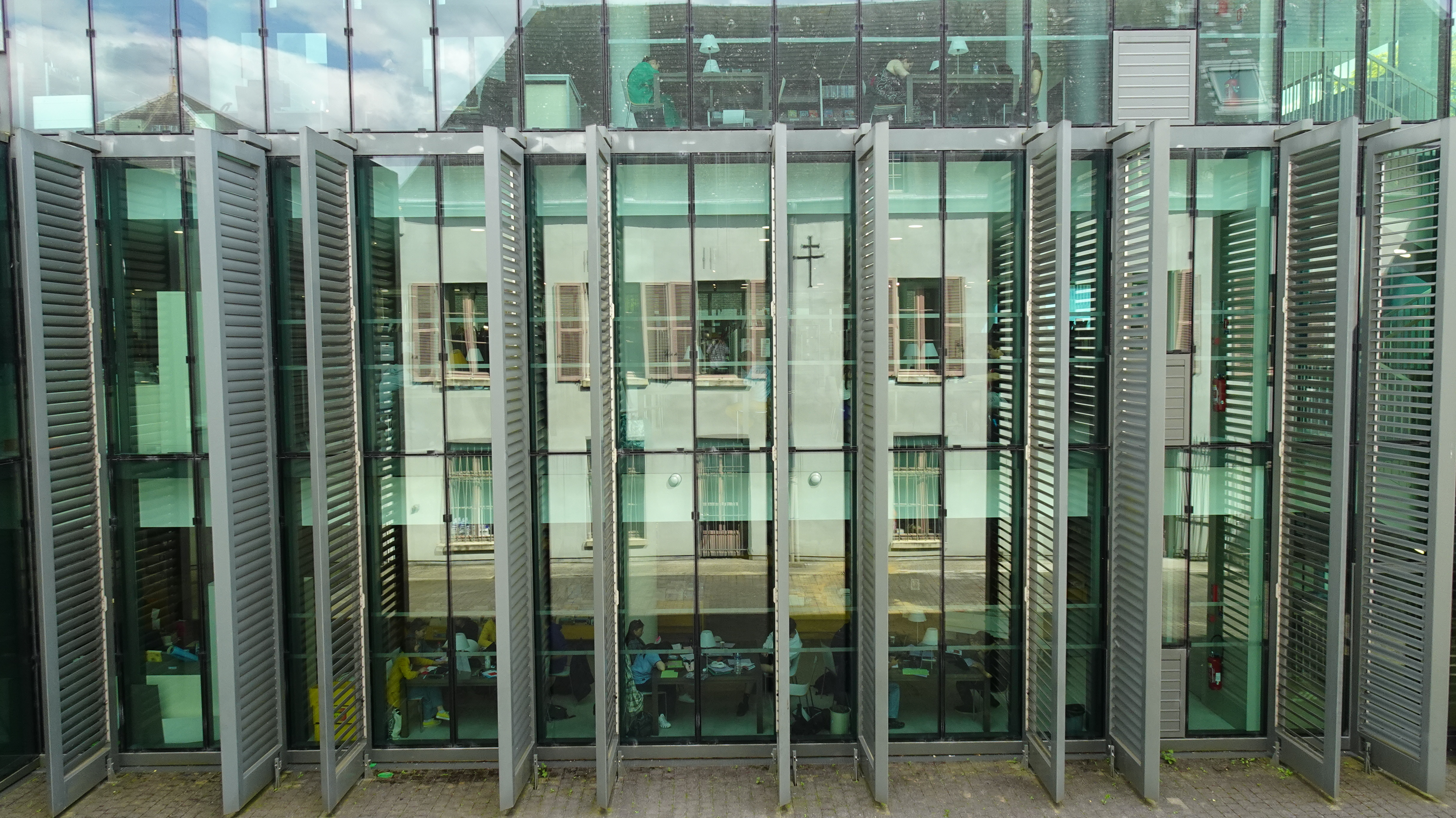
La nouvelle médiathèque.
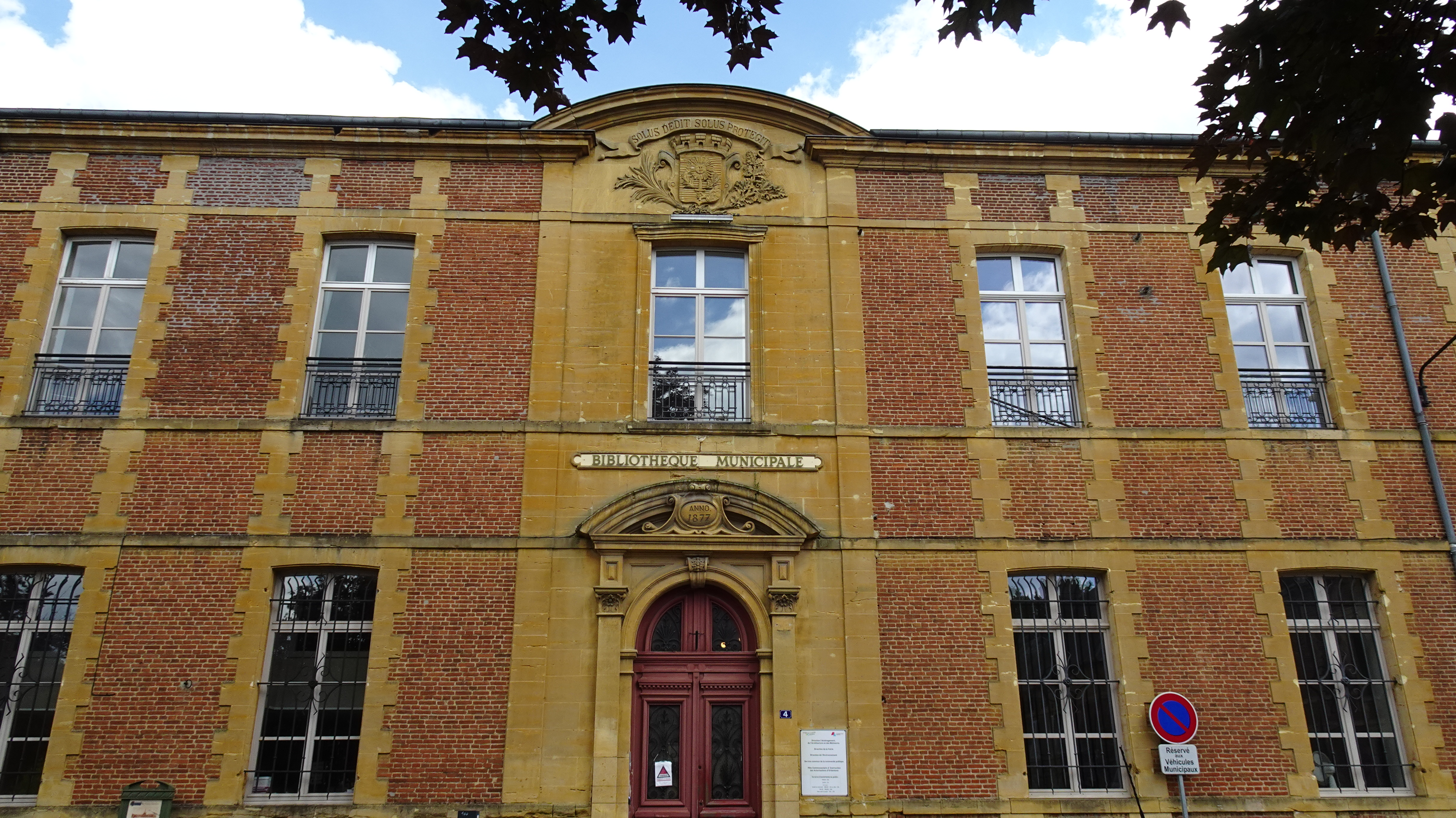
Ancienne bibliothèque municipale de Charleville-Mézières.

### Personnalités de la médiathèque

#### Arthur Rimbaud
Après la Révolution, le couvent des sépulcrines accueille le collège municipal. Arthur Rimbaud fréquente la bibliothèque du collège entre 1865 et 1870, époque où Jean Hubert est bibliothécaire.

### Liste des directeurs
- 2015 - 2019 : Thibaut CANUTI[5]

- 2020 : Yann AOUSTIN[6]

- 2021 - 2022 : Alexandre LEDUCQ[7]

- 2022 : Alexandre VANAUTGAERDEN

## Services

### Service Patrimoine
Le service patrimoine, situé au 1er étage, met à disposition les collections patrimoniales de la médiathèque (Voir Collections).

### Service numérique

#### Laboratoire numérique
Le laboratoire numérique est un espace de 150m² situé au deuxième étage de la médiathèque Voyelles.
Liste du matériel :
- PC (Windows et Linux)
- MAC

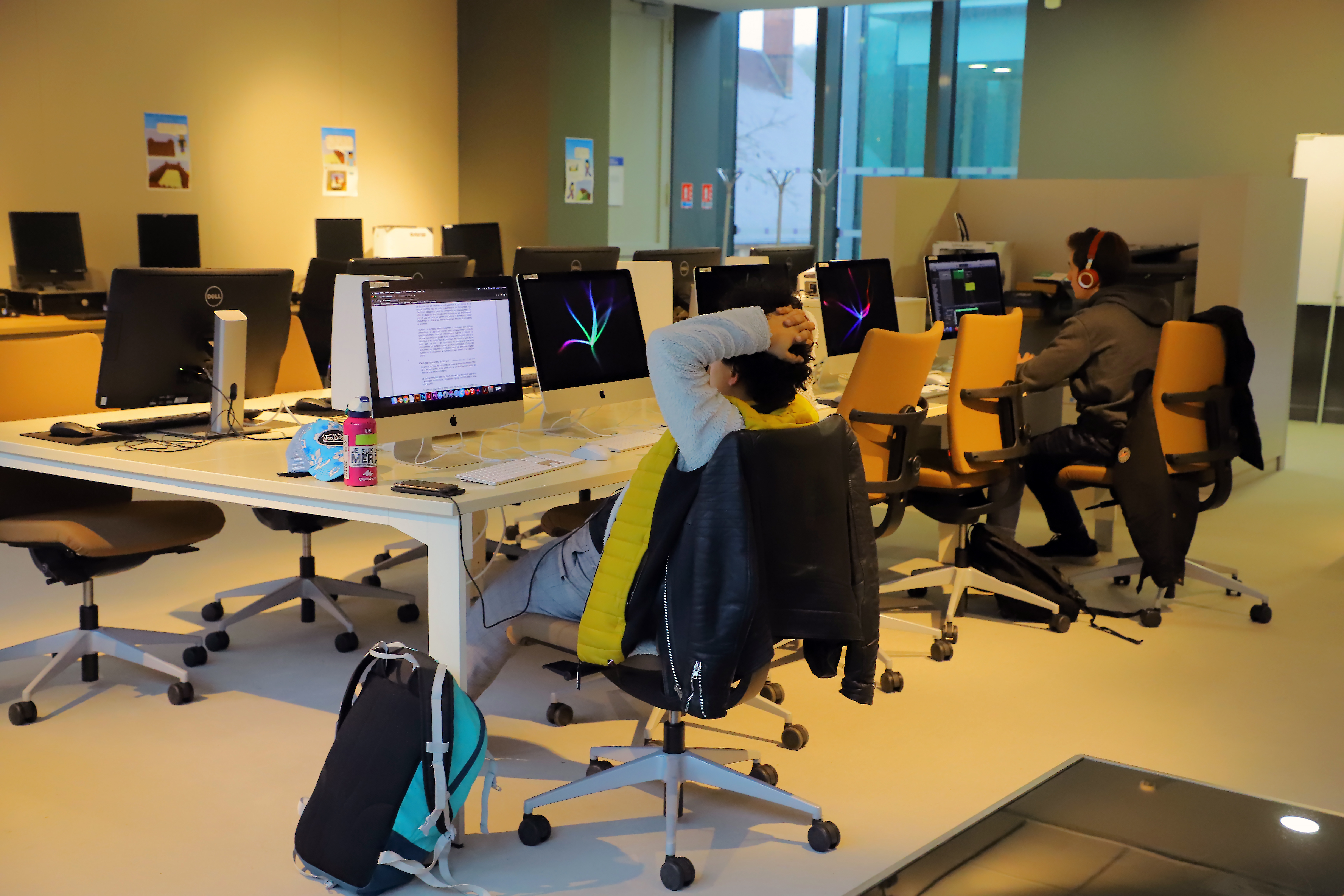
Laboratoire numérique à la médiathèque Voyelles.

- Un PC adapté aux personnes aveugles et malvoyantes
- Scanner 3D
- Imprimante 3D
- Logiciel de modélisation 3D
- Suite logiciel de création graphique

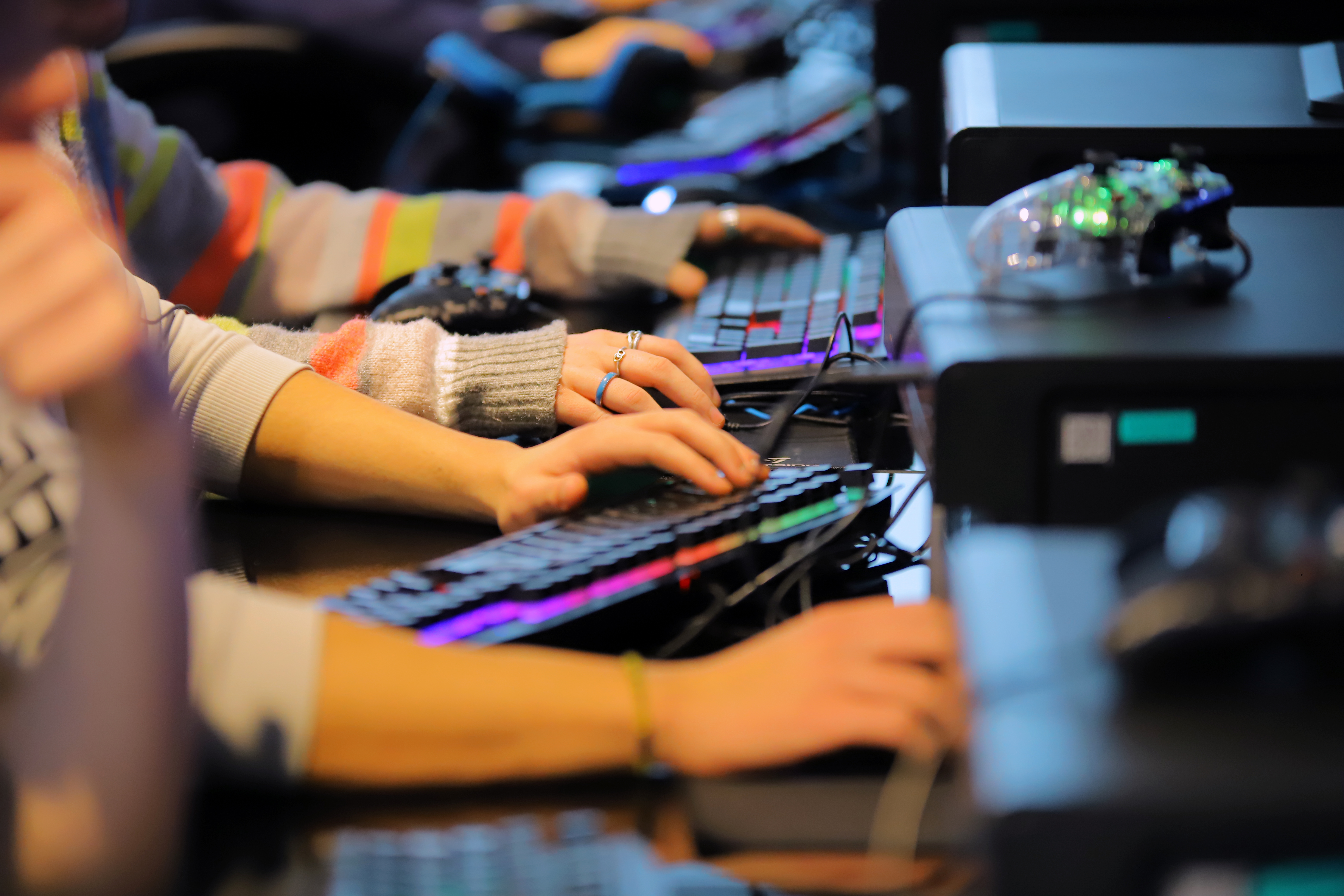
Gaming zone à la médiathèque Voyelles.

#### Gaming Zone
L'espace Gaming Zone est installé au 2e étage de la médiathèque. Cet espace de 150 m2 est consacré à la pratique de jeux de société, ainsi que de jeux vidéos sur consoles (nouvelle génération et retro) et sur PC.

### Le Bon Groin
Le Bon Groin est la plateforme de services numériques accessible sur abonnement dans une médiathèque du Réseau de Médiathèques Communautaires d'Ardenne Métropole.

## Collections

### Collections patrimoniales
Les collections patrimoniales de la médiathèque Voyelles proviennent en majeure partie des confiscations révolutionnaires de 1790. Les imprimés et manuscrits sont confisqués aux nombreuses abbayes voisines : les abbayes de Signy, de Belval, de Novy et de Chartreuse du Mont-Dieu,,,,,.

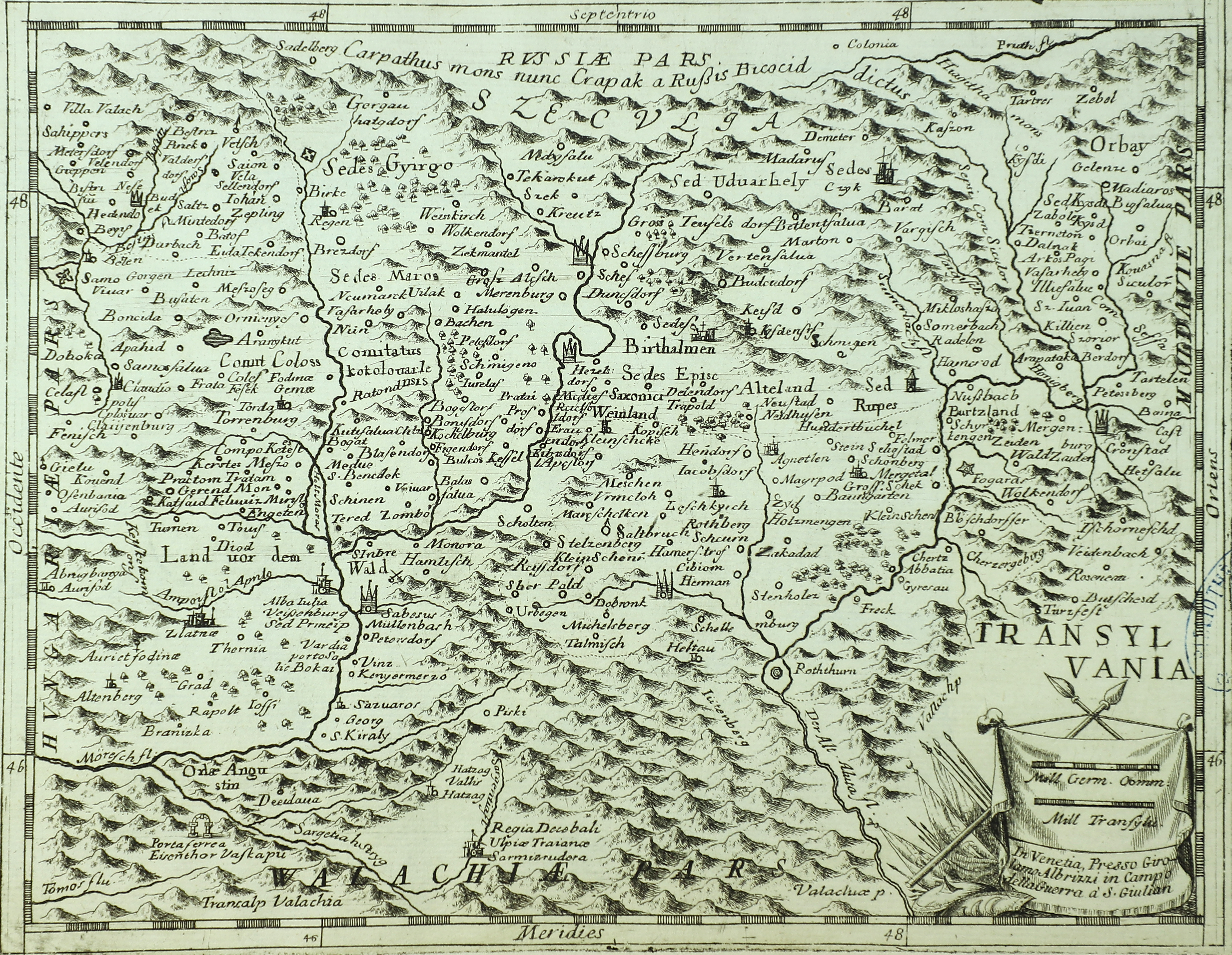
Carte de la Transylvanie, Atlas du marquis de Sy, 17e siècle.

Liste des ouvrages des collections patrimoniales :
- 600 manuscrits ;
- 117 incunables ;
- environ 24 000 imprimés des XVIe – XVIIIe siècles ;
- 12 000 estampes, cartes et plans, dont les atlas du marquis de Sy (1716) et de son fils Alexandre César Annibal Frémin de Sy (1745-1821)[17] ;
- 8 000 volumes sur les Ardennes et sur Rimbaud ;
- une importante collection de journaux locaux.

#### Manuscrits médiévaux
Les manuscrits médiévaux proviennent des cisterciens de l'Abbaye de Signy, des prémontrés de Belval, de la Chartreuse du Mont Dieu, de la bibliothèque des capucins et du couvent des récollets de Charleville, de la collégiale Saint Pierre de Mézières, des abbayes de Mouzon, de Novy, de Laval-Dieu, d’Élan, des minimes de Rethel.
Parmi la collection de manuscrits médiévaux, consultable dans le Catalogue des Manuscrits notés des Bibliothèques publiques de France, on note le manuscrit 114, XIIe siècle, qui contient quelques écrits de Guillaume de Saint-Thierry, ainsi que la fameuse « Lettre d'or ».

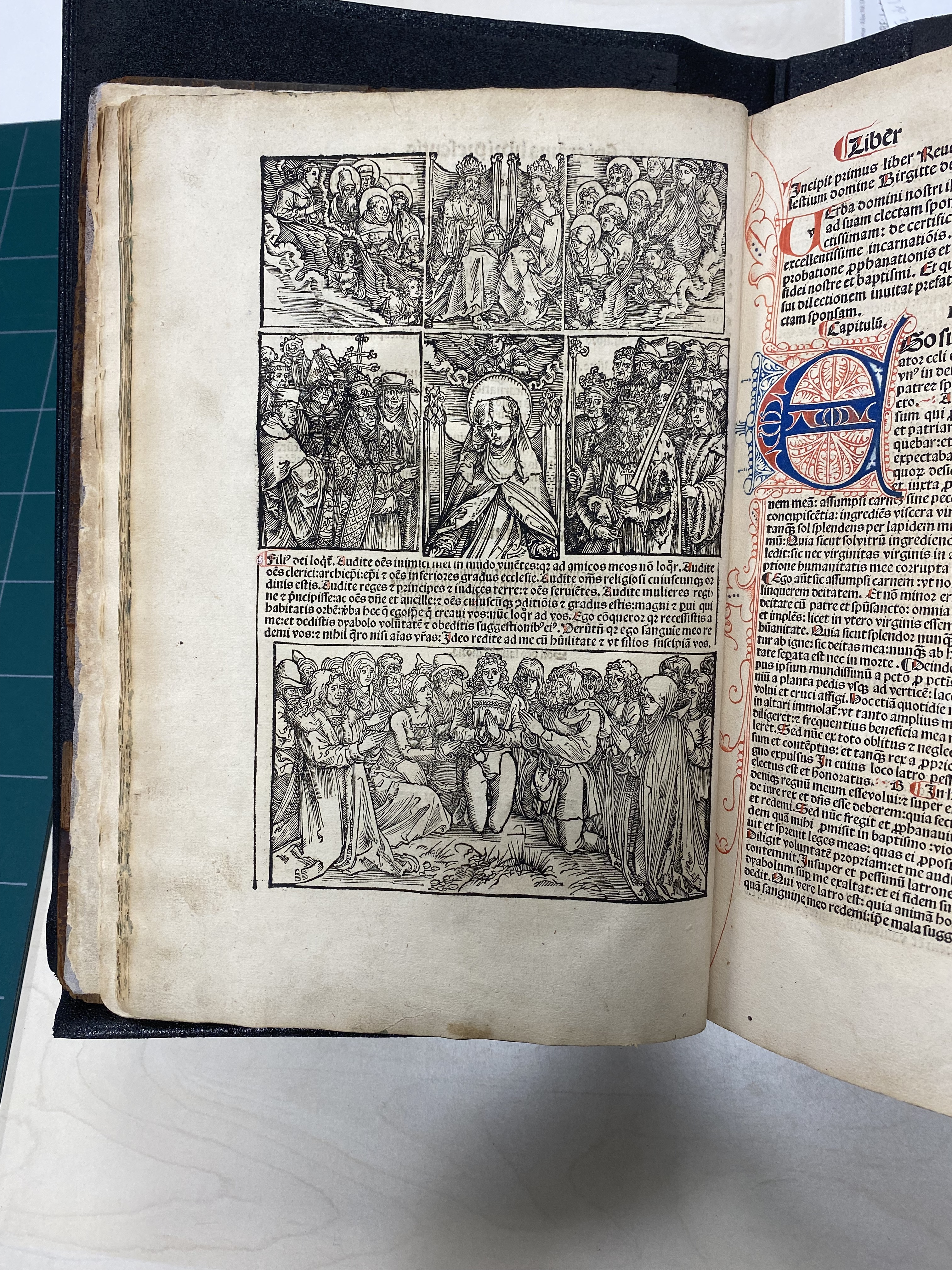
Revelationes, Brigitta, Nuremberg, 1500.

#### Incunables
Les incunables de la médiathèque proviennent principalement des minimes de Rethel, de l'abbaye bénédictine Mouzon, et de la Chartreuse du Mont-Dieu. Ils sont tous répertoriés dans le Catalogue régional des incunables des bibliothèques publiques de France.
- Sancta Brigitta. Revelationes, imprimé à Nuremberg en 1500 par Anton Koberger pour Maximilien Ier, contenant des gravures sur bois de Dürer.

#### La bibliothèque d'Alexandre César Annibal Frémin, marquis de Sy
- Un fonds de pièces de théâtre composé de 655 éditions
- Environ 9 000 gravures du XVIe au XVIIIe siècle (reliées en 106 volumes)

## Fonds

### Fonds ancien
Le fonds ancien est composé de livres antérieurs à 1801. Il comporte en particulier une collection d'ouvrages du XVIIIe siècle provenant des abbayes de Novy et Mouzon, et des prémontrés de Belval.
- Les Annales bénédictines de Dom Jean Mabillon
- Les quatre volumes du Dictionnaire encyclopédique de Pierre Bayle
- Collections de Godefroy de Romance, du comte Louis Alexandre d'Auger et de Claude Etienne Bidal (marquis d'Asfeld).

### Fonds contemporain général
Le fonds contemporain général rassemble un ensemble de documents des XXe et XXIe siècles.
- « Pourquoi pas », du commandant Charcot
- Documents traitant des marionnettes
- Collection d'ouvrages sur l'apiculture
- Ouvrages sur l 'économie domestique
- Documents essentiels dans le domaine de l'histoire du livre
- Ouvrages remarquables

Le fonds comporte des formes et des supports variés : documents iconographiques, partitions, exemplaires uniques d'ouvrages disparus ou d'éditions très rares, périodiques, documents audiovisuels, etc.

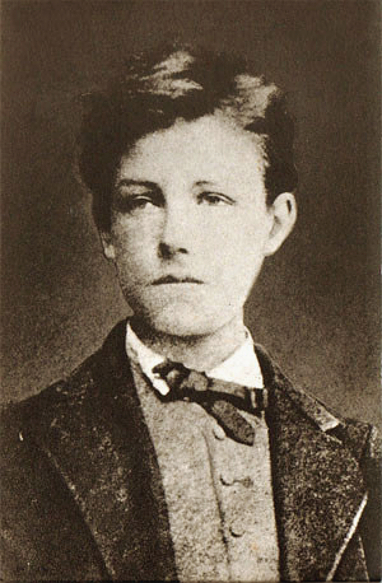
Arthur Rimbaud.

### Fonds Rimbaud
Le fonds Arthur Rimbaud a été constitué en 1946 à partir d'une quinzaine d’œuvres afin d'honorer le poète natif de Charleville-Mézières. Aujourd'hui, le fonds Arthur Rimbaud est partagé avec le musée éponyme. Le fonds s'est enrichit depuis, après l'acquisition de nombreux dons d'ouvrages sur Rimbaud, sa vie et son œuvre :
- Henri Matarasso
- Jean-Marie Carré
- Suzanne Briet[19]
- Pierre Petitfils[20]
- André Lebon
- Jacques Guérin
- La bibliothèque et le musée Rimbaud[21],[22]

Il regroupe près de 5 000 documents divers.

### Fonds local
De nombreux ouvrages d'écrivains ardennais sont conservés dans le fonds local. S'inscrivant dans la continuité du fonds Rimbaud, le projet de la médiathèque Voyelles est de réunir tous les ouvrages imprimés dans la région, né de la région, qui étudient la région ou ont pour cadre la région.
On note les ouvrages de certains poètes ardennais :
- Jean-Marie Le Sidaner[23]
- André Velter[24]
- Guy Goffette[25]
- Christian Hubin[26]

Le fonds est actuellement composé de 4 500 documents de natures très diverses : manuscrits, autographes d'écrivains, tapuscrits, livres anciens et contemporains, photographies et cartes postales, affiches, cartes et plans, estampes, dossiers de coupures de presse, ressources électroniques, documents audiovisuels et périodiques.

### Fonds particuliers

#### Fonds André Velter
Le fonds André Velter, premièrement constitué par la médiathèque, puis ayant pris de l'ampleur en 1993 lorsque l'auteur lui-même décide de faire don de son œuvre intégrale, regroupe plus de 3 000 pièces diverses : les manuscrits du poète, les éditions de ses textes, des livres, des articles parus en revue, des contributions de l'écrivain à des ouvrages collectifs, des affiches, des prospectus, des enregistrements, ainsi que plus de 4 000 lettres reçues de divers écrivains.

#### Fonds Geneviève Beduneau
Le fonds Geneviève Beduneau, acquis en 2018, se compose d'une multitude d'ouvrages relevant des phénomènes d'ufologie, de mythes et légendes, de parapsychologie, etc. Le fonds comporte aussi des collections passées à la postérité : 
- L’Aventure secrète / L’aventure mystérieuse, J’ai lu
- Les Énigmes de l’univers, Robert Laffont
- Énigmes de tous les temps, Robert Laffont

#### Fonds Paul Drouot
Le fonds Paul Drouot, est constitué de :
- Une autobiographie
- Une correspondance avec Paule Régnier
- Documents concernant Paul Drouot
- Manuscrits et des documents préparatoires au roman Eurydice deux fois perdue

#### Fonds Paul Flamant
Le fonds Paul Flamant (1890-1946) se compose de manuscrits de poésie, pièces de théâtre, récits de guerre, contes, nouvelles, chroniques et articles ainsi que de correspondance et de papiers personnels de Paul Flamant, journaliste et écrivain régionaliste.